# الجبى (ذي السفال)

تعديل مصدري - تعديل

الجبى محلة تابعة لقرية حبير، التابعة لعزلة حبير بمديرية ذي السفال إحدى مديريات محافظة إب في الجمهورية اليمنية، بلغ تعداد سكانها 85 حسب تعداد اليمن لعام 2004.